# HIRO KIMURA
HIRO KIMURA（ひろ きむら、1977年4月18日 - ）は、日本の写真家、映像作家。男性。バンタンデザイン研究所卒業。
矢沢永吉の専属スタイリストを経て写真家へ転向。以来レニー・クラヴィッツ、クリスティアーノ・ロナウド、夏木マリなど多数のセレブリティを撮影したことなどで知られる写真家で、広告、ファッション、ミュージシャンなどの撮影を中心に国内外で活動している。

## 人物・経歴
- 1998年、バンタンデザイン研究所ファッション学部卒業。
- 1999年、渡米。スタイリストとして活動開始。
- 2001年、帰国。有名アーティストやタレント/広告/コレクション等のスタイリングを担当。
- 2008年、カメラマンへ転向。操上和美に師事。
- 2011年、渡米、英。

現在は東京にベースを移し、スチール/ムービーで活躍中。

## 個展
- 2015.5「CUVA」[ギャラリー・ルデコ] [4]

## 写真集
- THE RAMPAGE from EXILE TRIBE 川村壱馬 1st Photo essay "SINCERE"
- MARI NATSUKI「CINDERELLA」（2014.6）　[5]
- 「CUVA」（2015.5）
- T.LEAGUE PHOTO BOOK　「FIRST CUT」（2019.3） [6]

## 広告
- Uber Eats
- UNIQLO
- FILA
- Ferrari
- TOYOTA[7]
- キリンビバレッジ
- サッポロビール
- マクドナルド
- 森永乳業
- 資生堂
- H&M
- Amazon
- AMEX
- ヘーベルハウス
- MIZUNO
- MTG/SIXPAD[8]
- Gucci
- COACH
- FENDI
- バーニーズ・ニューヨーク
- ワコール
- ファミリア
- 地球ゴージャス[9]
- 王家の紋章
- カリギュラ[10]

## CD・DVDジャケット
- 矢沢永吉『STANDARD 〜THE BALLAD BEST〜』
- DA PUMP『Fantasista』
- EXILE ATSUSHI『Just The Way You Are』
- 長渕剛 『Don’t Think Twice ～桜並木の面影にゆれて～』
- DEAN FUJIOKA 『Echo』
- DA PUMP 『THANX!!!!!!! Neo Best of DA PUMP』
- DEAN FUJIOKA 『History In The Making』 [11]
- NEWS 『WORLDISTA』
- ACE OF SPADES 『4REAL』
- DA PUMP 『桜』
- NEWS 『トップガン/ Love Story』
- DA PUMP『Party』

## 雑誌
- 「STEPPIN' OUT!」
- 「GQ JAPAN」
- 「LEON」
- 「SENSE」
- 「MEN'S NON-NO」
- 「MADURO」
- 「GINZA」
- 「25ans」
- 「婦人画報」
- 「東京カレンダー」
- 「VoCE」
- 「FRaU」
- 「Hanako」
- 「GINGER」
- 「GOETHE」
- 「SWITCH」
- 「BRUTUS」
- 「COMMERCIAL PHOTO」
- 「週刊現代」

## テレビCM
- UCC
- HIS
- マクドナルド
- Cygames

## WEB CM
- UNIQLO
- HIS
- マクドナルド
- セブンカフェ
- バーニーズ・ニューヨーク
- MTG/SIXPAD
- 黄桜

## MV
- 【映画】『えんとつ町のプペル』(主題歌) Covered by キングコング
- DEAN FUJIOKA「[Permanent Vacation / Unchained Melody]」

## PV
- THREE
- MIZUNO
- Panasonic
- BMW
- SUBARU
- 資生堂

## 出演
- BMW
- Panasonic
- Jaguar